# Martella pottsi
Martella pottsi là một loài nhện trong họ Salticidae.
Loài này thuộc chi Martella. Martella pottsi được Elizabeth Maria Gifford Peckham & George William Peckham miêu tả năm 1892.